# Protosinaitisk skrift

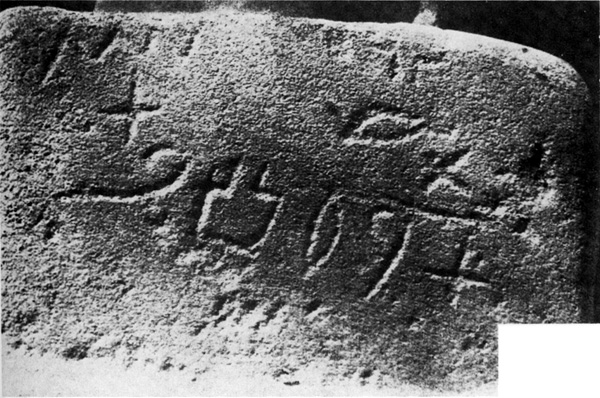

Protosinaitisk skrift eller protokanaanitisk skrift är den tidigaste av de kända alfabetiska skriftformerna. Den är den gemensamma föregångaren till både det feniciska alfabetet och den ursprungliga arabiska skriften. Enligt de vanligaste teorierna var det kanaaneerna eller hyksos (som talade ett semitiskt språk) som återanvände egyptiska hieroglyfer för att konstruera en annan sorts skrift. Denna skriftform har påträffats i en liten mängd inskriptioner vid Sarabit al-Khadim på Sinaihalvön och är daterade till den mellersta bronsåldern (2100–1500 f.Kr.).
De tidigaste protosinaitiska inskriptionerna är mestadels daterade till mellan mitten av 1800-talet f.Kr. (tidig datering) och mitten av 1600-talet f.Kr. (sen datering). Den centrala debatten handlar om valet mellan tidig datering, omkring 1850 f.Kr. och sen datering, omkring 1550 f.Kr. Det valet avgör om skriften ska betraktas som protosinaitisk eller protokanaanitisk, och i förlängningen om skriften uppfanns i Egypten eller i Kanaan.